# Acrocercops leuconota
Acrocercops leuconota là một loài bướm đêm thuộc họ Gracillariidae. Nó được tìm thấy ở Colombia. Nó được miêu tả bởi P.C. Zeller năm 1877.